# Fjärran österns federala distrikt
Fjärran österns federala distrikt (Дальневосточный федеральный округ Dal'nevostotjnyj federal'nyj okrug) är ett av  Rysslands federala distrikt. Det har 6 546 926 invånare (1 januari 2006) och en yta på 6 215 900 km², vilket gör det till landets största distrikt. Distriktet upptar ungefär en tredjedel av Rysslands totala yta och om det vore ett eget land vore det världens sjunde största land till yta.

## Federationssubjekt
Federationssubjekten i distriktet listas nedan i tabellen.
| Far Eastern Federal District | Far Eastern Federal District | Far Eastern Federal District | Far Eastern Federal District |
| Nr                           | Flagga                       | Federationssubjekt           | Huvudort                     |
| ---------------------------- | ---------------------------- | ---------------------------- | ---------------------------- |
| 1                            |                              | Amur oblast                  | Blagovesjtjensk              |
| 2                            |                              | Judiska autonoma länet       | Birobidzjan                  |
| 3                            |                              | Kamtjatka kraj               | Petropavlovsk-Kamtjatskij    |
| 4                            |                              | Magadan oblast               | Magadan                      |
| 5                            |                              | Primorje kraj                | Vladivostok                  |
| 6                            |                              | Republiken Sacha             | Jakutsk                      |
| 7                            |                              | Sakhalin oblast              | Juzjno-Sachalinsk            |
| 8                            |                              | Chabarovsk kraj              | Chabarovsk                   |
| 9                            |                              | Tjuktjien                    | Anadyr                       |